# Äio
Albums de Metsatöll
Kõva Kont
(2009) Ulg
(2011)
Singles
1. Vaid vaprust
Sortie : 2010

Äio est un album du groupe de folk metal estonien Metsatöll, sorti en 2010. Il est édité par Spinefarm records en CD et 33t. Metsatöll définit le mot Äio ainsi : « C'est l'essence du sommeil. Le sommeil est le frère de la mort. Äio apporte aux gens le sommeil réparateur contre les soucis du quotidien, laissant l'âme libre et lui permettant de s'élever. Le sommeil rend leur force à l'âme et au corps douloureux. »

## Liste des titres
Toutes les paroles sont écrites par Metsatöll, toute la musique est composée par Metsatöll.
| Disque  | Disque                            | Disque | Disque | Disque | Disque | Disque | Disque | Disque | Disque |
| No      | Titre                             | Durée  |        |        |        |        |        |        |        |
| ------- | --------------------------------- | ------ | ------ | ------ | ------ | ------ | ------ | ------ | ------ |
| 1.      | Ema hääl kutsub                   | 2:11   |        |        |        |        |        |        |        |
| 2.      | Kui rebeneb taevas                | 4:30   |        |        |        |        |        |        |        |
| 3.      | Tuletalgud                        | 4:05   |        |        |        |        |        |        |        |
| 4.      | Vaid vaprust                      | 3:44   |        |        |        |        |        |        |        |
| 5.      | Äio                               | 3:19   |        |        |        |        |        |        |        |
| 6.      | Vihatõbine                        | 5:29   |        |        |        |        |        |        |        |
| 7.      | Kuni pole kodus, olen kaugel teel | 2:36   |        |        |        |        |        |        |        |
| 8.      | Vägi ja võim                      | 5:23   |        |        |        |        |        |        |        |
| 9.      | Minu kodu                         | 5:38   |        |        |        |        |        |        |        |
| 10.     | Nüüd tulge, mu kaimud             | 3:25   |        |        |        |        |        |        |        |
| 11.     | Roju                              | 4:20   |        |        |        |        |        |        |        |
| 12.     | Kabelimatsid                      | 4:31   |        |        |        |        |        |        |        |
| 13.     | Verijää                           | 6:26   |        |        |        |        |        |        |        |
| 14.     | Jõud                              | 4:49   |        |        |        |        |        |        |        |
| 1:00:26 |                                   |        |        |        |        |        |        |        |        |